# James Corden
James Kimberley Corden, född 22 augusti 1978 i Hillingdon i London, är en brittisk skådespelare, manusförfattare, komiker, TV-producent och programledare. Corden ledde mellan 2015 och 2023 sin egen talkshow The Late Late Show with James Corden på den amerikanska tv-kanalen CBS.
Ett av de mer populära inslagen var Carpool Karaoke där James Corden kör omkring i en bil med en artist och de sjunger tillsammans artistens hit-låtar.

## Filmografi

### Film
| År   | Titel                              | Roll                   | Anmärkning |
| ---- | ---------------------------------- | ---------------------- | ---------- |
| 1997 | Twenty Four Seven                  | Carl ‘Tonka’ Marsh     |            |
| 1999 | Whatever Happened to Harold Smith? | Walter                 |            |
| 2002 | All or Nothing                     | Rory                   |            |
| 2002 | Heartlands                         | Shady                  |            |
| 2005 | Pierrepoint                        | Kirky                  |            |
| 2006 | The History Boys                   | Timms                  |            |
| 2006 | Starter for 10                     | Tone                   |            |
| 2009 | Lesbian Vampire Killers            | Fletch                 |            |
| 2009 | Telstar: The Joe Meek Story        | Clem Cattini           |            |
| 2009 | The Boat That Rocked               | Bernard                |            |
| 2009 | Planet 51                          | Soldat Vernkot (röst)  |            |
| 2010 | Gullivers resor                    | Jinks                  |            |
| 2010 | Savannens hjältar                  | Surikaten Billy (röst) |            |
| 2011 | The Three Musketeers               | Planchet               |            |
| 2013 | One Chance                         | Paul Potts             |            |
| 2013 | Sånger från Manhattan              | Steve                  |            |
| 2014 | Into the Woods                     | Bagaren                |            |
| 2015 | Kill Your Friends                  | Waters                 |            |
| 2015 | The Lady in the Van                | Street trader          |            |
| 2016 | Norm of the North                  | Laurence (röst)        |            |
| 2016 | Trolls                             | Biggie (röst)          |            |
| 2017 | The Emoji Movie                    | Hi-5 (röst)            |            |
| 2018 | Ocean's 8                          | John Frazier           |            |
| 2025 | Smurfar                            | TBA (röst)             |            |

### TV
| År        | Titel                                  | Roll                      | Anmärkning                                   |
| --------- | -------------------------------------- | ------------------------- | -------------------------------------------- |
| 1999      | Boyz Unlimited                         | Gareth                    | 6 avsnitt                                    |
| 2000      | Hollyoaks                              | Wayne                     | Avsnitt: "1.524"                             |
| 2001–2005 | Fat Friends                            | Jamie Rymer               | 20 avsnitt                                   |
| 2001      | Jack and the Beanstalk: The Real Story | Bran jättens son          | TV-film                                      |
| 2001–2003 | Teachers                               | Jeremy                    | 9 avsnitt                                    |
| 2002      | Cruise of the Gods                     | Russell                   | TV-film                                      |
| 2004      | Little Britain                         | Dewi Thomas               | Avsnitt: "2.3"                               |
| 2004      | Ett fall för Dalziel & Pascoe          | Ben Forsythe              | Avsnitt: "The Price of Fame"                 |
| 2007–2024 | Gavin & Stacey                         | Smithy                    | 20 avsnitt, även skapare och manusförfattare |
| 2009      | Horne & Corden                         | Olika karaktärer          | 6 avsnitt, även manusförfattare              |
| 2009      | Gruffalon                              | Musen (röst)              | TV-film                                      |
| 2010–2019 | A League of Their Own                  | Sig själv (programledare) | 67 avsnitt                                   |
| 2010–2011 | Doctor Who                             | Craig Owens               | 2 avsnitt                                    |
| 2011      | Lilla Charley Björn                    | Berättare (röst)          | 22 avsnitt                                   |
| 2011      | Lill-Gruffalon                         | Musen (röst)              | TV-film                                      |
| 2012      | Stella                                 | Steven                    | Avsnitt: "1.10"                              |
| 2013–2014 | The Wrong Mans                         | Phil Bourne               | 8 avsnitt, även skapare och manusförfattare  |
| 2015      | Mr. Hoppys hemlighet                   | Berättare                 | TV-film                                      |
| 2015–2023 | The Late Late Show with James Corden   | Sig själv (programledare) | Även manusförfattare och exekutiv producent  |
| 2016      | 70th Tony Awards                       | Sig själv (programledare) |                                              |